# 1200 Imperatrix
1200 Imperatrix је астероид главног астероидног појаса. Приближан пречник астероида је 39,52 ,
а средња удаљеност астероида од Сунца износи 3,060 астрономских јединица (АЈ).
Инклинација (нагиб) орбите у односу на раван еклиптике је 4,609 степени, а орбитални период износи 1956,033 дана (5,355 година). Ексцентрицитет орбите астероида износи 0,107.
Апсолутна магнитуда астероида износи 10,50 а геометријски албедо 0,071.
Астероид је откривен 14. септембра 1931. године.